# Calycanthus
Calicanthus L., 1759 è un genere di piante della famiglia Calicanthaceae.
Nell'uso comune, Calicanthus o calicanto continua a designare anche il genere affine Chimonanthus, originariamente compreso nel primo.

## Descrizione

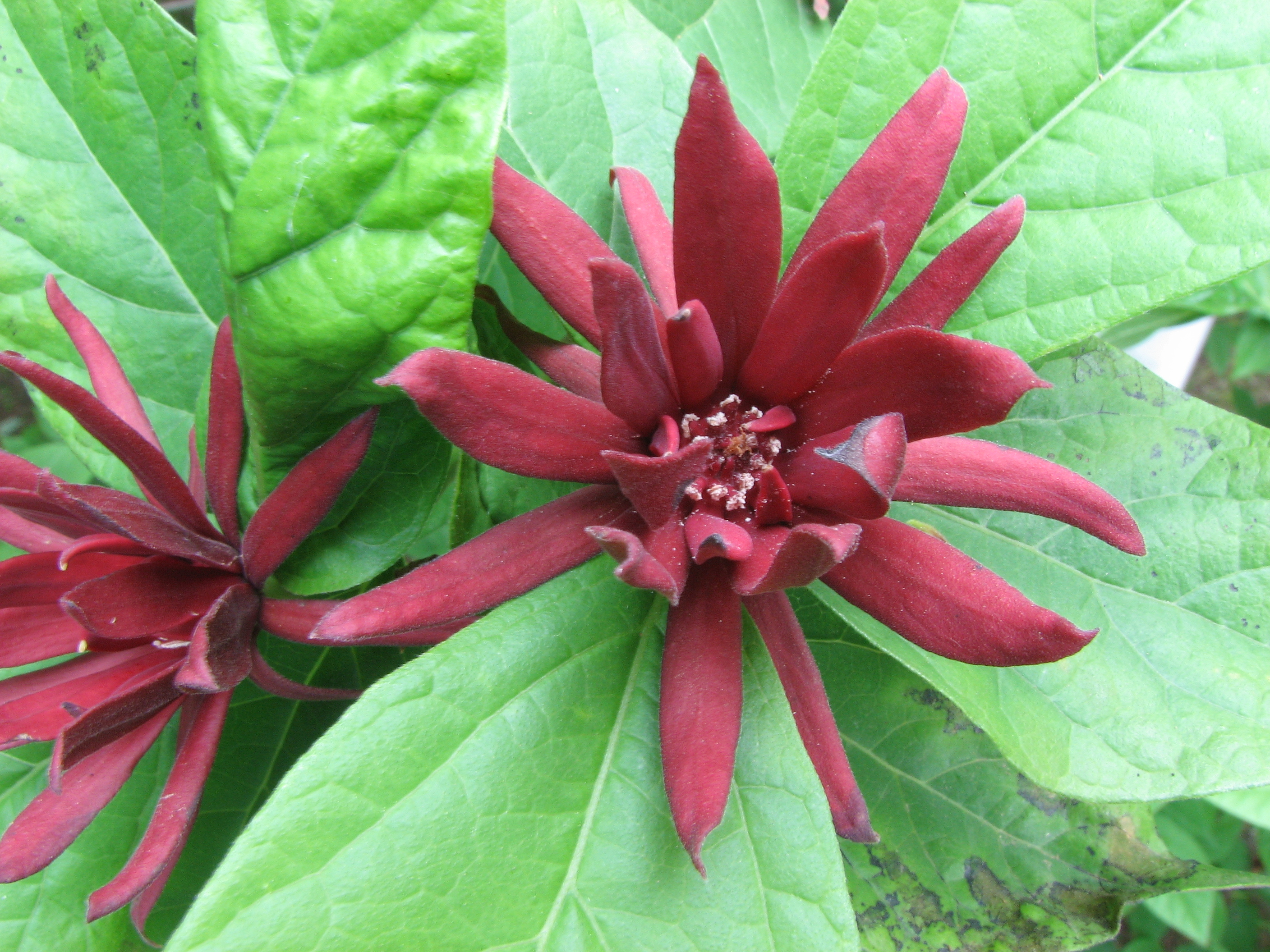
Fiore di Calycanthus floridus

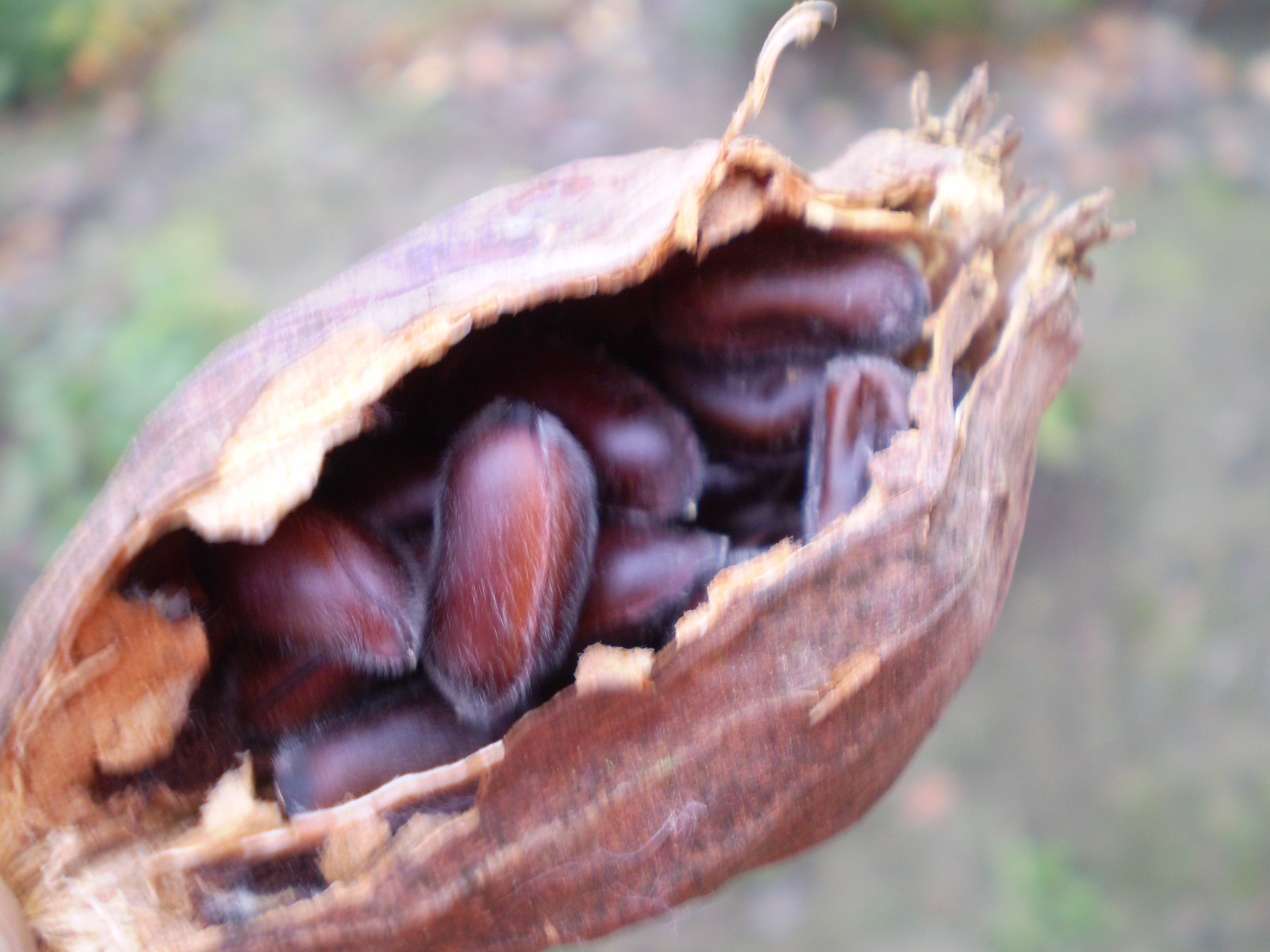
Frutto con semi

Le piante del genere Calicanthus sono arbusti a foglia caduca, alti 1-4 metri.
Le foglie, di colore verde brillante, sono opposte, con margine intero, lunghe 5-15 centimetri e larghe 2-6 centimetri.
La corteccia ha un forte odore di canfora che viene rilasciato quando i fusti vengono raschiati. L'odore rimane intenso sui rami che sono stati conservati per alcuni anni in ambiente asciutto.
I fiori, fortemente profumati, sono prodotti dalla tarda primavera fino all'inizio dell'autunno per Calicanthus occidentalis, e da aprile a luglio per Calicanthus floridus. Sono larghi 4-7 centimetri, con numerosi tepali di colore rosso Bordeaux. A forma di loto, possono assomigliare ad un piccolo fiore di magnolia. Essi sono impollinati dai coleotteri della famiglia Nitidulidae.
Il frutto è una capsula secca, ellittica, lunga 5–7 cm, contenente numerosi semi.

## Tassonomia
Il genere comprende le seguenti specie:
- Calycanthus brockianus Ferry & Ferry f.
- Calycanthus chinensis (W.C. Cheng & S.Y. Chang) P.T.Li - originario della Cina orientale, con fiori bianchi
- Calycanthus floridus L.	- specie originaria degli Stati Uniti parte orientali, da New York e Missouri, sud attraverso i Monti Appalachi, e Mississippi Valley, in Louisiana, e da est a nord della Florida.
- Calycanthus occidentalis Hook. & Arn. - originaria gli habitat umidi-palustri della California al di sotto dei 1.500 metri, compreso nella costa della California, San Joaquin Valley, e la Sierra Nevada.

## Distribuzione
Il genere Calycanthus è indigeno del Nordamerica (USA orientali, California) e della Cina centro-orientale e sud-orientale.
Diffuso in molti paesi come pianta ornamentale, in Italia e in Corea è divenuto avventizio (per l'Italia solo in Toscana).

## Usi

### Pianta medicinale
Le specie di Calicanthus sono state utilizzate come pianta medicinale tradizionale dai nativi americani. I popoli indigeni della California utilizzarono il Calycanthus occidentalis anche per produrre cesti e per bacchette delle frecce.

### Pianta ornamentale
Sono coltivate come piante ornamentali da vivai, negli Stati Uniti e in Inghilterra.

### Olio essenziale
L'olio di Calicanthus, distillato dai fiori, è un olio essenziale utilizzato in alcuni profumi di qualità. I fiori di Calycanthus occidentalis hanno un profumo dolce e speziato. I fiori di Calycanthus floridus sono stati confrontati con l’aroma della gomma da masticare.

## Galleria d'immagini

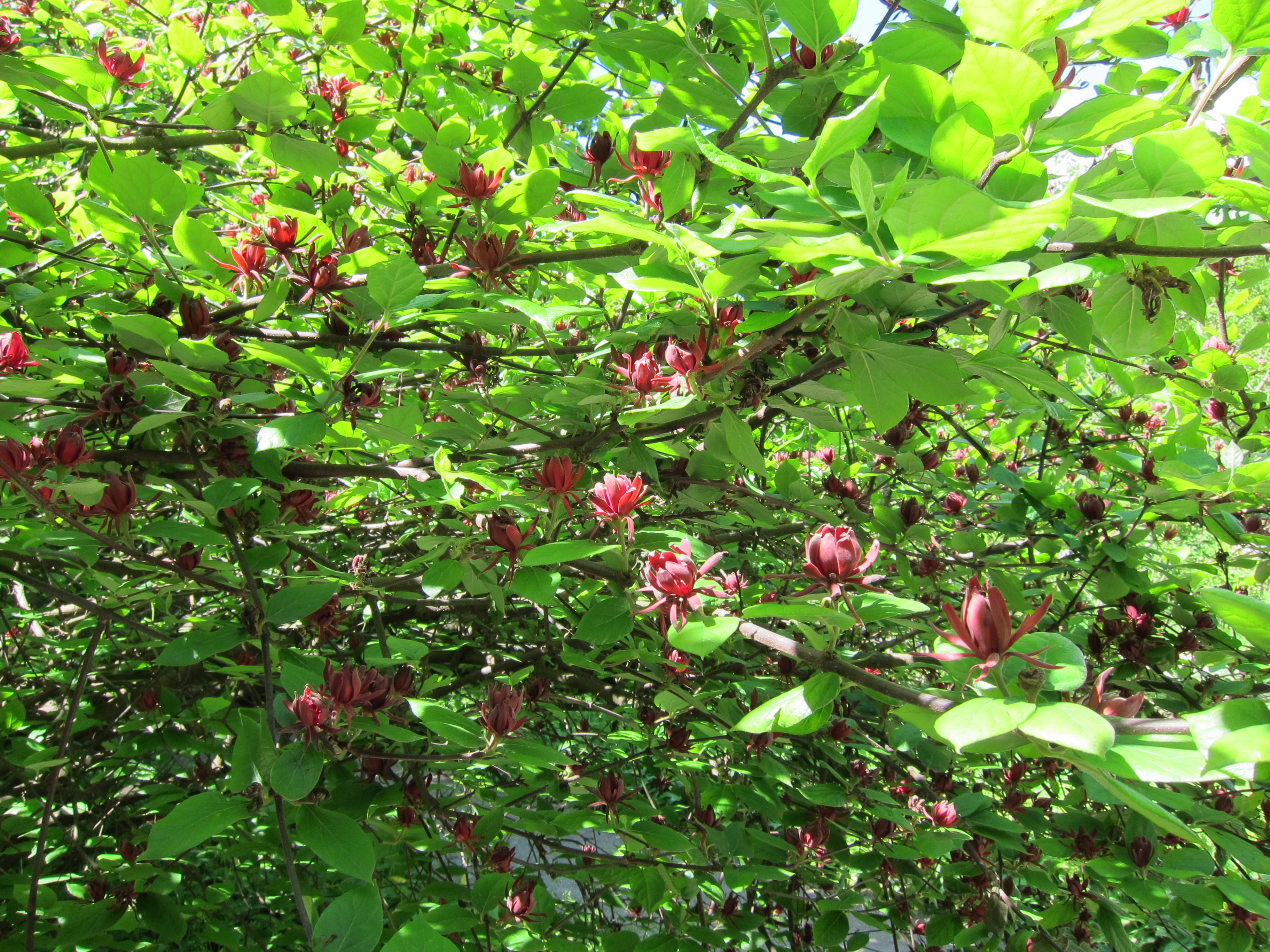
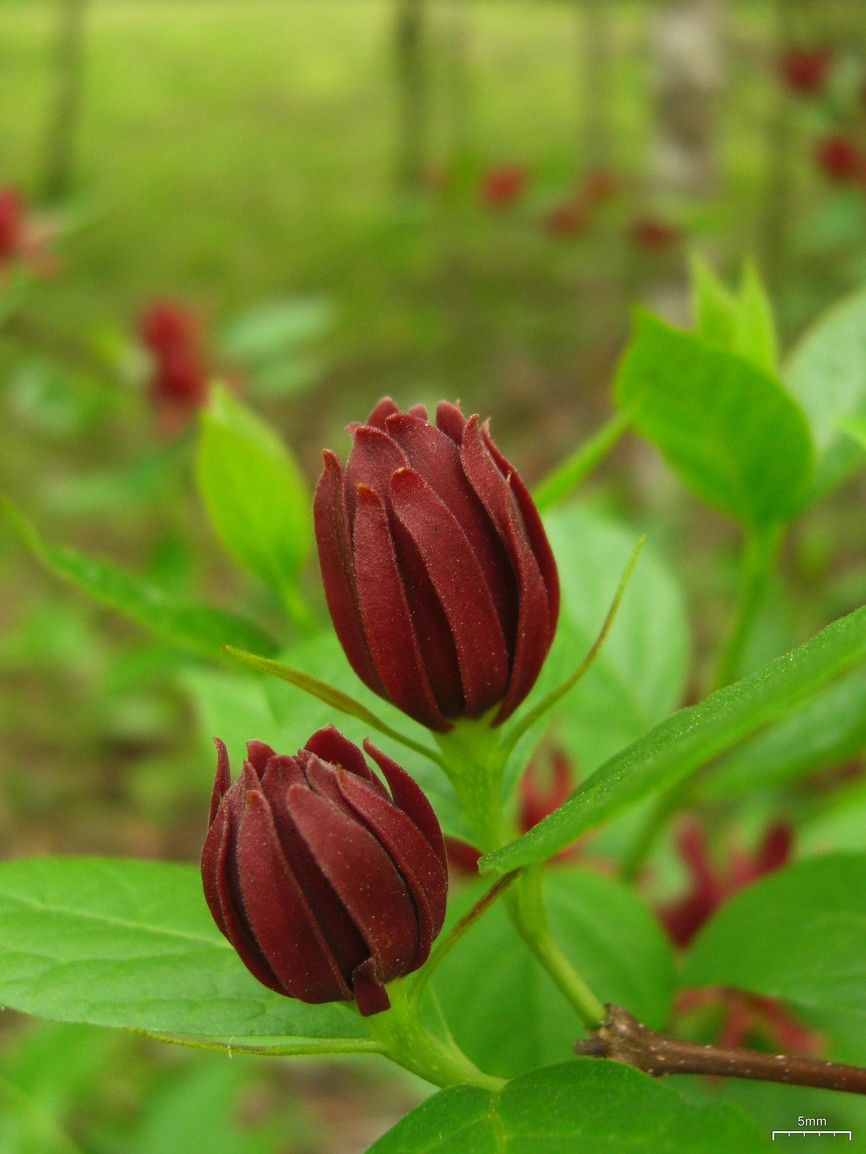
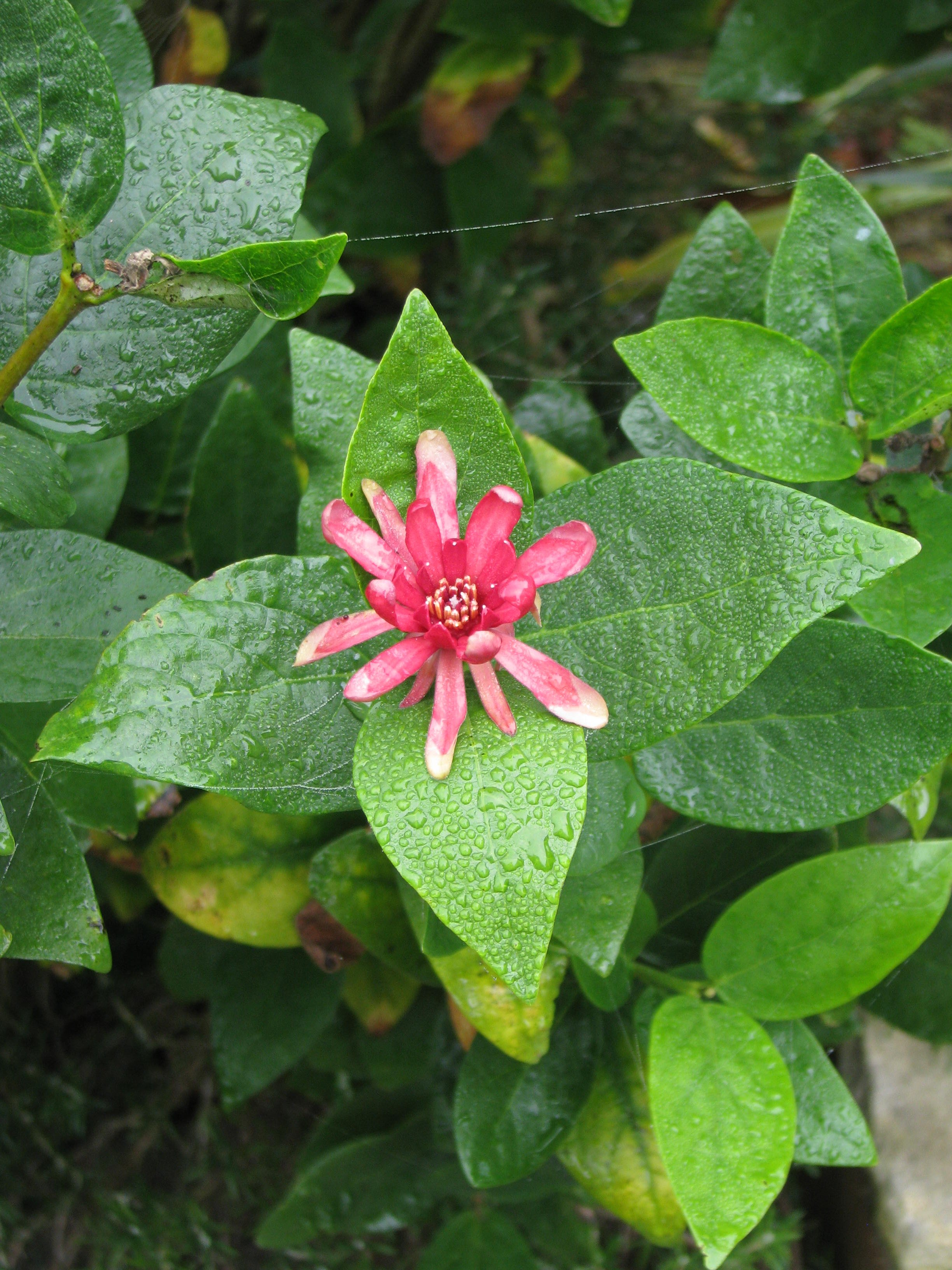